# Cantó de Gagny
El cantó de Gagny és un cantó francès del departament de Sena Saint-Denis, situat al districte de Le Raincy. Des del 2015 compta amb dos nunicipis.

## Municipis
- Gagny
- Neuilly-sur-Marne

## Història
| Data d'elecció                           | Identitat       | Partit           | Qualitat |
| ---------------------------------------- | --------------- | ---------------- | -------- |
| 1967-1979                                | Raymond Valenet | UDR, després RPR |          |
| 1979-1985                                | Claude Favretto | PCF              |          |
| 1985-                                    | Michel Teulet   | RPR, després UMP |          |
| les dades anteriors no són pas conegudes |                 |                  |          |
|                                          |                 |                  |          |

## Demografia
| A partir de 1990: Població sense dobles comptes |